# Geschlechterordnung
Geschlechterordnung bezeichnet diejenige Dimension sozialer Ordnung, in der sich gesellschaftliche Zuordnung nach Geschlechtlichkeit vollzieht oder vollzogen wird. Soweit Geschlechtlichkeit über Rollenzuweisungen (Geschlechterrolle) und Geschlechtskonstruktion (Gender) gesellschaftlich geprägt ist, wirkt die Geschlechterordnung auch auf die Bedeutung der Geschlechtsbegriffe zurück, also darauf, was Geschlecht in bestimmter raum-zeitlicher Situation jeweils bedeutet, bedeuten darf und allgemein nachvollziehbar bedeuten kann.
Zu unterscheiden ist:
- die explizite Geschlechterordnung, in der durch allgemein bekannte soziale Normen oder Gesetze und Vorschriften den einzelnen Menschen zumeist nach binärer kategorialer Zugehörigkeit als „Mann/Frau“ der Zugang zu bestimmten gesellschaftlichen Räumen, Aufgaben und Rechten gewährt wird oder verwehrt ist
- die implizite Geschlechterordnung, die soziale Partizipation und das Verhältnis der Geschlechter über internalisierte Geschlechtscharakteristika, verinnerlichte Erwartungshaltungen sowie besondere Kommunikationsweisen und Symbolisierungen regelt

Geschlechterordnung bezeichnet oft den Ausdruck eines bestimmten sexuell kodierten, gesellschaftlich wirksamen Herrschaftsdiskurses. Ordnung wird in diesem Sinne als Geschlechterhierarchie gedacht – als hierarchisches System oder als Rangordnung, innerhalb dessen ein Geschlecht über das andere gestellt wird, mithin ein Geschlecht durch das andere diskriminiert wird. Ist dieses höherrangige Geschlecht der Mann, spricht man von einer patriarchalischen Geschlechterordnung; ist es die Frau, vom Matriarchat. Im Allgemeinen setzt die Rangabstufung der Geschlechter die Geschlechtertrennung voraus.
Die Forderung nach Geschlechtergerechtigkeit zielt als Konzept auf eine gerechte Geschlechterordnung, vor allem auf die Gleichstellung der Geschlechter, wobei jedoch umstritten ist, wann eine Geschlechterordnung als gerecht anzusehen ist. Im Kern geht es bei den diesbezüglichen Auseinandersetzungen vor allem um die Anerkennung geschlechtsbedingter Verschiedenheit und die Gewichtung der individuellen Ansprüche auf Gleichheit und Andersartigkeit. Soweit das Konzept der Geschlechtergerechtigkeit auf einer allgemeinen Anerkennung von „Geschlecht“ als sozialer Kategorie beruht, wird es von denjenigen, die jedwede Geschlechterordnung als im Wesen sexistische Ordnung betrachten, als affirmatives Konzept bewertet. Politische, begriffliche und wissenschaftliche Bemühungen um Geschlechtergerechtigkeit werden heute allgemein unter der Bezeichnung „Gender-Mainstreaming“ zusammengefasst.